# Revolut
Revolut Ltd es una empresa de tecnología financiera británica y neobanco —es un challenger bank desde finales de 2018—. Sus servicios incluyen una tarjeta de débito prepago —MasterCard o Visa—, cambio de divisas sin cargo, negociación de acciones sin comisiones, intercambio de criptomonedas y pagos entre pares. La aplicación móvil Revolut admite gastos y retiros de cajeros automáticos en 120 monedas y envío de 29 monedas directamente desde la aplicación. También proporciona a los clientes acceso a criptomonedas como Bitcoin (BTC), Ethereum (ETH), Litecoin (LTC), Bitcoin Cash (BCH) y XRP mediante el intercambio hacia o desde 25 monedas fiduciarias.
Actualmente, Revolut no cobra comisiones por la mayoría de sus servicios —pero por un uso limitado—, y utiliza los tipos de cambio interbancarios para su cambio de moneda los días de semana, y cobra un margen de beneficio del 0,5 % al 1,5 % los fines de semana.
La startup con sede en Londres fue fundada por Nikolái Storonski y Vlad Yatsenko. La compañía originalmente tenía su sede en Level39, una incubadora de tecnología financiera en Canary Wharf, Londres.
El 26 de abril de 2018, Revolut anunció que había recaudado otros 250 millones de dólares en una ronda de financiación dirigida por DST Global con sede en Hong Kong, alcanzando una valoración total de 1700 millones de dólares y convirtiéndose así en un unicornio. Revolut es la fintech más valiosa de Europa y atiende a más de 50 millones de clientes en más de 35 países. La empresa está valorada en 45 mil millones de dólares a agosto de 2024.
Según el informe anual de 2023, Revolut alcanzó unos ingresos de 1.800 millones de GBP, con un beneficio neto de 344 millones de GBP. 
Sus principales competidores para envíos internacionales, son la británica TransferWise, Wallbit y las estadounidenses PayPal y Google Pay.
Revolut tiene el record de Reino Unido de reclamaciones de clientes, por encima de cualquier otro banco grande.

## Historia
En diciembre de 2018, Revolut obtuvo una licencia bancaria del Banco Central Europeo, facilitada por el Banco de Lituania, lo que lo convierte en un challenger bank. Después de obtener una licencia bancaria especializada, Revolut está autorizado a aceptar depósitos y ofrecer créditos de consumo. La principal diferencia entre un banco especializado y un banco de rango completo es que el primero no está autorizado para proporcionar servicios de inversión. Al mismo tiempo, el Banco de Lituania emitió una licencia de institución de dinero electrónico.
En marzo de 2019, Wired publicó una exposición de las prácticas y cultura de empleo de la compañía. Esto encontró evidencia de trabajo no remunerado, alta rotación de personal y empleados a quienes se les ordenó trabajar los fines de semana para cumplir con los indicadores de desempeño. Un artículo más reciente sugiere que la compañía ha respondido a las críticas y que Revolut ahora tiene una calificación más alta que sus pares en Glassdoor.
También se reveló que el director financiero (CFO) de la compañía había renunciado, luego de alegaciones de fallas en el cumplimiento. Revolut lo negó en una publicación de blog.
En julio de 2019, Revolut lanzó el comercio de acciones NYSE y NASDAQ sin comisiones dentro de su aplicación para clientes en su plan «Metal». Desde entonces, el comercio libre de comisiones se ha puesto a disposición de todos los usuarios.
En agosto de 2019, la compañía anunció que traería personal con más experiencia en la banca tradicional después de que los críticos sugirieran que estaba luchando para hacer frente a su rápido crecimiento. Las contrataciones incluyeron a Wolfgang Bardorf, tesorero y exdirector ejecutivo de Goldman Sachs y el exjefe global de modelos y metodologías de liquidez en Deutsche Bank, Philip Doyle, director de riesgo de delitos financieros que anteriormente fue jefe de delitos financieros en ClearBank y gerente de prevención de fraude en Visa, y Stefan Wille, director financiero adjunto que anteriormente se desempeñó como vicepresidente senior de finanzas en N26 y gerente de finanzas corporativas en Credit Suisse.
A diciembre de 2019, la compañía afirmó tener 10 millones de usuarios.
En octubre de 2019, se anunció que la compañía contratará alrededor de 3500 empleados adicionales a medida que crezca en 24 nuevos mercados debido a un nuevo acuerdo global con Visa. En octubre de 2019, Revolut se lanzó en Singapur.
Sky News informó en octubre de 2019 que la compañía estaba buscando recaudar 1500 millones de dólares y había contratado a JP Morgan para facilitar esto. La recaudación de fondos valoraría Revolut entre 5000-10 000 millones de dólares.
En junio de 2025, Revolut inició los trámites regulatorios para adquirir el Banco Cetelem de Argentina. 

## Servicios ofrecidos
Revolut es una fintech que ofrece una amplia gama de servicios financieros, principalmente a través de su aplicación móvil. Algunos de los servicios que ofrece Revolut incluyen cuentas bancarias en múltiples divisas, transferencias internacionales sin comisiones, tarjetas bancarias físicas y virtuales para pagos en línea y en tiendas físicas, intercambio de divisas en tiempo real, criptomonedas, seguros de viaje, compra y venta de acciones y metales preciosos, entre otros. 
Revolut también ofrece herramientas de gestión financiera como presupuestos personalizados, seguimiento de gastos e inversiones, así como la posibilidad de crear cuentas compartidas y establecer límites de gasto. Además, proporciona servicios de asistencia al cliente las 24 horas del día a través de chat en la aplicación.